# Clyde Drexler
Clyde Austin "The Glide" Drexler, född 22 juni 1962 i New Orleans i Louisiana, är en amerikansk före detta basketspelare.
1995 vann han NBA med Houston Rockets.

## Landslagskarriär
Clyde Drexler tog guld vid OS 1992 i Barcelona med vad som i folkmun blev känt som Dream Team. Detta var USA:s tionde herrguld i basket vid olympiska sommarspelen.